# جامعة ليل الثالثة
جامعة ليل الثالثة أو جامعة شارل ديغول هي جامعة فرنسية سابقة في مدينة ليل في منطقة أوت دو فرانس الإدارية من 1970 إلى 2017. كان الحرم الجامعي الرئيسي لجامعة ليل الثالثة يقع في بلدية فيلينوف داسك في شمال فرنسا، في محطة مترو بونت دي بوا بمعدل 21000 طالب.
في بداية عام 2018، اندمجت جامعات ليل الثلاث ليل 1، ليل 2، ليل 3، لتشكيل جامعة ليل.